# Вилли (баллада)
«Вилли» (англ. Clerk Saunders; Child 69, Roud 3855) — шотландская народная баллада. Впервые её опубликовал в 1802 году Вальтер Скотт в своём сборнике «Песни шотландской границы». Также балладу записывали такие собиратели фольклора как Уильям Мазеруэлл, Питер Бьюкен, Дэвид Хёрд и Джордж Ритчи Кинлох. Фрэнсис Джеймс Чайлд в своём собрании приводит семь её вариантов, критикуя версию Скотта. По его мнению, в ней соединены две отдельные баллады: и от всех вариантов, в которых развивается мотив верности героини, он отделил соответствующие строфы, опубликовав их как варианты другой баллады, «Клятва верности» (англ. Sweet William's Ghost, Child 77)
На русский язык балладу, изменив имя героя, перевёл Игнатий Михайлович Ивановский.

## Сюжет
Юноша по имени Клерк или Кларк Сандерс (в одном варианте — лорд Сандерс, в переводе — Вилли) убеждает свою любимую (Маргарет) разделить с ним ложе. Он говорит, например, что потом она сможет сказать, что не видела его со вчера, если завяжет себе глаза. Они засыпают вместе, и в покои Маргарет входят семь её братьев. Большинство считает, что юношу не стоит убивать, но седьмой брат без лишних слов пронзает того своим мечом, и наутро девушка обнаруживает своего любимого мёртвым. Следующей ночью после похорон он приходит к ней, прося освободить его от данного ей обета. Маргарет требует поцелуя, но его поцелуй теперь смертелен, и наутро он прощается с ней.
Мотив девушки, укрывающей своего любовника и её семьи, которая того обнаруживает, типичен для баллад. На эту похожа баллада «Леди Мейзри» (англ. Willie and Lady Maisry, Child 70).

## Отражение в культуре
Сюжет баллады отражён в картинах Эдварда Бёрна-Джонса, находящейся в галерее Тейт, и Элизабет Сиддал, находящейся в коллекциях музея Фицуильяма.